# B.O.X ~Best of X~
B.O.X ~Best of X~ è una compilation degli X Japan distribuita il 21 marzo 1996.

## Il disco
Il cofanetto contiene 2 CD. Il primo contiene il vero e proprio "best of" e il secondo le stesse tracce in versione strumentale.
La seconda raccolta degli X Japan si mostra interessante soprattutto nella sua edizione limitata. Oltre a contenere i due dischi presenti nell'edizione regolare, contiene una VHS di circa 82 minuti con alcune canzoni tratte dal live del 7 gennaio 1992, un booklet di 30 pagine contenente i testi e una riproduzione della T-shirt indossata dai membri dello staff del Violence in jealousy - 1991 tour. Inoltre nel CD1 sono presenti tre tracce bonus estratte dall'album Vanishing Vision.

## Tracce
CD1 - Best Of X
1. Silent Jealousy (LIVE) - 6:16 -  (YOSHIKI - YOSHIKI)
2. Desperate Angel - 5:54 -  (TOSHI - TAIJI)
3. Kurenai - 6:18 -  (YOSHIKI - YOSHIKI)
4. WEEK END (LIVE) - 6:03 -  (YOSHIKI - YOSHIKI)
5. CELEBRATION - 4:52 -  (HIDE - HIDE)
6. ENDLESS RAIN - 6:36 -  (YOSHIKI - YOSHIKI)
7. JOKER (LIVE) - 5:19 -  (HIDE - HIDE)
8. Sadistic Desire - 6:05 -  (YOSHIKI - HIDE)
9. X - 6:03 -  (Hitomi Shiratori - YOSHIKI)
10. Say Anything - 8:45 -  (YOSHIKI - YOSHIKI)
11. I'LL KILL YOU - 3:29 -  (YOSHIKI - YOSHIKI)
12. KURENAI - 5:46 -  (YOSHIKI - YOSHIKI)
13. UN-FINISHED... - 1:33 -  (YOSHIKI - YOSHIKI)

CD2 - Original Back Tracks
1. Silent Jealousy - 7:20 -  (YOSHIKI - YOSHIKI)
2. Desperate Angel - 5:44 -  (TOSHI - TAIJI)
3. Kurenai - 5:51 -  (YOSHIKI - YOSHIKI)
4. WEEK END - 5:47 -  (YOSHIKI - YOSHIKI)
5. CELEBRATION - 4:52 -  (HIDE - HIDE)
6. ENDLESS RAIN - 6:38 -  (YOSHIKI - YOSHIKI)
7. JOKER - 4:45 -  (HIDE - HIDE)
8. Sadistic Desire - 6:03 -  (YOSHIKI - HIDE)
9. X - 6:03 -  (Hitomi Shiratori - YOSHIKI)
10. Say Anything - 8:41 -  (YOSHIKI - YOSHIKI)

VIDEO
1. Silent Jealousy  (YOSHIKI - YOSHIKI)
2. Sadistic Desire  (YOSHIKI - HIDE)
3. Desperate Angel  (TOSHI - TAIJI)
4. WEEK END  (YOSHIKI - YOSHIKI)
5. CELEBRATION  (HIDE - HIDE)
6. Kurenai  (YOSHIKI - YOSHIKI)
7. JOKER  (HIDE - HIDE)
8. X  (Hitomi Shiratori - YOSHIKI)
9. ENDLESS RAIN  (YOSHIKI - YOSHIKI)
10. Say Anything  (YOSHIKI - YOSHIKI)

## Formazione
- Toshi - voce
- TAIJI - basso
- PATA - chitarra
- Hide - chitarra
- Yoshiki - batteria & pianoforte